# 8171 (album)
8171 – album studyjny polskiego rapera Szczyla. Wydawnictwo ukazało się 28 października 2022 nakładem wytwórni muzycznej Sony Music Entertainment Poland.
Pod względem muzycznym płyta łączy w sobie przede wszystkim hip-hop.
Album znalazł się na 5. miejscu polskiej listy sprzedaży – OLiS.
Album został laureatem Fryderyka w kategorii Album roku – hip-hop.

## Lista utworów
Opracowano na podstawie materiału źródłowego.
1. „2007” – 4:06
2. „Chainz” – 3:34
3. „Jaraj” (gościnnie: Miętha) – 3:23
4. „To do wszystkich tych, którzy czuli się źle dziś” (gościnnie: Kacperczyk) – 4:42
5. „Hamuj się” – 3:58
6. „Rynsztok” (gościnnie: Holak) – 2:53
7. „Paruje mi bar” – 3:38
8. „Szyszy” – 2:25

## Pozycja na liście sprzedaży
| Kraj   | Lista         | Najwyższa pozycja |
| ------ | ------------- | ----------------- |
| Polska | OLiS – albumy | 5                 |